# Djerma
Djerma (în arabă جرمة) este o comună din provincia Batna, Algeria.
Populația comunei este de 3.436 de locuitori (2008).